# والتر فرانسيس وايت
والتر فرانسيس وايت (بالإنجليزية: Walter Francis White)‏ (و. 1893 – 1955 م) هو روائي، وصحفي، ومقالاتي من الولايات المتحدة الأمريكية. ولد في أتلانتا، جورجيا. أدار برنامجًا واسعًا من التحديات القانونية للفصل العنصري والحرمان من حق التصويت. وكان أيضًا صحفيًا وروائيًا وكاتبًا.  تخرج في عام 1916 من جامعة أتلانتا (جامعة كلارك أتلانتا حاليًا)، وهي كلية تم إنشاءها لأجل السود تاريخيا.
في عام 1918، انضم وايت إلى الطاقم الوطني المصغر في جمعية (NAACP) في نيويورك بدعوة من جيمس ويلدون جونسون. وشغل منصب الأمين المساعد الوطني لجونسون وسافر إلى الجنوب للتحقيق في أعمال الشغب والقتل. متحدرًا من أصل عرقي متعدد أغلبيته من البيض، اعتبر نفسه في بعض الأحيان أبيضًا لتسهيل تحقيقاته وحماية نفسه في المواقف المتوترة.  خَلًف وايت جونسون كرئيس لمنظمة (NAACP) قاد المنظمة من 1929 إلى 1955. انضم إلى المجلس الاستشاري لحكومة جزر العذراء الأمريكية في عام 1934 واستقال منه في عام 1935 احتجاجًا على صمت الرئيس روزفلت تجاه عرقلة الديمقراطيين الجنوبيين عملية تشريع قانون تجريم القتل من أجل اجتناب رد فعلهم الثأري الذي قد يعرقل من سياسات الصفقة الجديدة التي استحدثها الرئيس روزفلت.
أشرف وايت على الخطط والهيكل التنظيمي لمحاربة الفصل العام. عمل مع الرئيس ترومان على إلغاء التمييز العنصري في القوات المسلحة بعد الحرب العالمية الثانية وقدم له مسودة للأمر التنفيذي لتطبيقها.  تحت قيادة وايت، أنشأت جمعية (NAACP) صندوق الدفاع القانوني، الذي أجرى العديد من التحديات القانونية لعمليات الفصل والحرمان من التصويت، وحقق العديد من النجاحات. وكان من بين هذه الأحكام حكم المحكمة العليا في قضية براون ضد مجلس التعليم التي رفعها عام 1954، والتي أقرت بأن التعليم المنفصل غير عادل بطبيعة الحال. كما ضاعف وايت عضوية (NAACP) إلى ما يقرب من 500000 عضو.

## النشأة
كان وايت الرابع من بين سبعة أطفال، وُلِد في أتلانتا لجورج دبليو وايت (مواليد 1857) ومادلين هاريسون وايت (مواليد 1863). أعضاء من النخبة السوداء الجديدة، أو ما تسمى أيضًا بالعُشر الموهوب. حرص جورج ومادلين –الذين وُلِدا كليهما في العبودية– على أن يتلقى والتر وجميع أطفالهما التعليم. بحلول الوقت الذي ولد فيه والتر، كان جورج قد التحق بجامعة أتلانتا (المعروفة الآن باسم جامعة كلارك أتلانتا، والتي لا تزال تُعرف تاريخيًا بأنها واحدة من كليات الجنوب المخصصة للسود) وأصبح عاملاً في مجال البريد، وهو منصب مرموق في الحكومة الفيدرالية. تخرجت مادلين من المؤسسة ذاتها وأصبحت معلمة.  (كانت قبل ذلك متزوجة لفترة وجيزة في عام 1879 من مارشال كينغ، الذي تُوفي في العام نفسه). تلقى وايت تعليماً جيداً خلال نشأته.  "التحق بالمدارس العمومية في أتلانتا، ثم أنهى دراسته في مدرسة "جامعة أتلانتا" الثانوية في عام 1912، والتحق بالكلية هناك في دورة عام 1916. هذه الفترة من الدراسة مكنت وايت من قضاء ثمان سنوات في أجواء أتلانتا القديمة غير العادية في ذروتها. كان هناك يتعرض للتعليمات التي تم إثراءها منذ عشر سنوات من قِبل بحث أجراه عالم الاجتماع الأمريكي دو بويز. مما لا شك فيه أن عمل حياة وايت سلط الضوء على "رائد جامعة أتلانتا القديمة وما زالت مساهماتها غير المتكافئة في مؤسسات التعليم العالي الجنوبية الملونة". انتمت عائلة وايت إلى الكنيسة الاتحادية الأولى المؤثرة، والتي أسست بعد الحرب الأهلية من قبل المعتوقين والجمعية التبشيرية الأمريكية، ومقرها في الشمال. من بين جميع الطوائف السوداء في جورجيا، كان الاتحاديون من بين الأكثر قوة اجتماعيا وسياسيا وماليا. كان الانتماء إلى التجمع الأول هو الحالة المثلى في أتلانتا.
من عرق مختلط يجتمع فيه الأصل الأفريقي والأوروبي من جانب الأب والأم، كان لدى وايت ميزات توضح هذا الأخير.  أكد في سيرته الذاتية المعنونة رجل يُطلق عليه اسم الأبيض (ص 3): «أنا زنجي. بشرتي بيضاء، وعيناي زرقاوان وشعري أشقر. سمات عرقي لا تبدو ظاهرة عليّ في أي مكان.»  من بين أجداد أجداد أجداد أجداده البالغ عددهم 32، كان خمسة منهم فقط من السود، والسبعة والعشرون الباقون من البيض.  كان جميع أفراد عائلته المباشرين لديهم بشرة فاتحة، وكانت والدته مادلين ذات عيون زرقاوات وشقراء. يقول التاريخ الشفوي لعائلة والدته أن أجدادها من الأمهات كانا ديلسيا، أمة وخليلة، وسيدها ويليام هنري هاريسون.  كان لدى هاريسون ستة أطفال من ديلسيا، وفي وقت لاحق، تم انتخابه رئيسًا للولايات المتحدة.  كانت والدة مادلين، ماري هاريسون، واحدة من بنات ديلسيا من هاريسون.  تم الاحتفاظ بها كأمة في لا جرانج، جورجيا، حيث تم بيعها، وأصبحت خليلة لأوغسطس وير.  اشترى الرجل الأبيض الثري لها منزلاً، وكان لديه أربعة أطفال معها، وأورث لهم بعضا من ثروته. تم تحديد وايت وأسرته على أنهم زنوج وعاشوا في مجتمع الزنوج في أتلانتا.
اتخذ جورج ومادلين نهجا عطوفا وحازما في تربية أطفالهما، وتشجيعهم على العمل الشاق والالتزام بالجداول الزمنية المنظمة.  في سيرته الذاتية، يروي وايت أن والديه كانا يديران جدولًا صارمًا يوم الأحد؛ حيث اعتادوا حبسه في غرفته للصلاة الصامتة، وهو وقت ممل لدرجة أنه كاد يتوسل لأداء فروضه الدراسية المنزلية.  منعه والده من قراءة أي كتاب يقل عمره عن 25 عامًا، لذا اختار قراءة ديكنز، ثاكيراي، وترولوب في عندما كان عمره لا يتجاوز 12 عامًا. عندما كان عمره 8 سنوات، ألقى صخرة على طفل أبيض وصفه بأنه اسم ازدرائي لشربه من النافورة المخصصة للسود. أحداث مثل هذا شكلت مفهوم وايت عن نفسه.  بدأ بتطوير مهاراته لكي يسير على أنه من البيض، حتى نجح في ذلك لاحقًا للحفاظ على سلامته كمحقق في الحقوق المدنية لـ (NAACP) في الجنوب.

## السيرة
تلقى وايت تعليمه في جامعة أتلانتا، وهي كلية سوداء تاريخيا.  كان دو بويز قد انتقل بالفعل إلى الشمال قبل انضمام وايت، لكن دو بويز كان يعرف والدي وايت جيدًا. حيث أن دو بويزكان قد قام بتدريس اثنين من أشقاء وايت الأكبر سنا في جامعة أتلانتا. اختلف كل من دو بويز ووالتر وايت بعد حول أفضل السبل للحصول على الحقوق المدنية للسود، لكنهما يشتركان في رؤيتهما للبلد.  (أنظر مؤتمر أتلانتا لمشاكل الزنوج.)
بعد التخرج في عام 1916، شغل وايت منصبًا في شركة ستاندرد للتأمين على الحياة، وهي واحدة من الشركات الجديدة والأكثر نجاحًا التي بدأها السود في أتلانتا.
كما عمل على تنظيم فصل من الرابطة الوطنية للنهوض بالأشخاص الملونين (NAACP)، التي كانت قد تأسست عام 1909. نجح هو وغيره من القادة في جعل مجلس مدارس أتلانتا يدعم تحسين تعليم الأطفال السود، الذين كانوا يتلقون تعليمهم في المدارس المعزولة، والتي كانت تعاني عادة من نقص في التمويل من قبل المجلس التشريعي الذي يهيمن عليه البيض.  (تم حرمان السود فعليًا في نهاية هذا القرن من خلال إقرار جورجيا لدستور جديد يجعل تسجيل الناخبين أكثر صعوبة، كما فعلت جميع الولايات الكونفدرالية السابقة الأخرى).
بدعوة من الناشط والكاتب جيمس ويلدون جونسون، انتقل وايت البالغ من العمر 25 عامًا إلى مدينة نيويورك.  في عام 1918، بدأ العمل في المقر الوطني لمنظمة.(NAACP)بدأ وايت كمساعد سكرتير لمنظمة.(NAACP) تخطى دو بويز وزعماء آخرون مخاوفهم بشأن شبابه. أصبح وايت عميلًا سريًا في التحقيق في عمليات القتل في الجنوب، والتي بلغت ذروتها.  بمهاراته الاستقصائية الشديدة ومظهره الفاتح، أثبت وايت أنه سلاح (NAACP) السري ضد عنف العصابات الإجرامية للبيض.
لقد سار وايت باعتباره أبيضًا مثل محقق NAACP، حيث وجد المزيد من الأمان في البيئات المعادية مكتسبًا اتصالات أكثر حرية مع البيض في حالات انتهاك الحقوق المدنية والإنسانية.  كان يشارك في بعض الأحيان في مجموعاتKlan في الجنوب لفضح المتورطين في عمليات القتل وغيرها من جرائم الاغتيال. في منطقة ليتل روك، أركنساس، هرب على متن قطار، بعد أن تم إيواءه من قبل العديد من العائلات السوداء البارزة بسبب التهديدات التي أفادت بأن رجلًا أسودًا «يسير كالأبيض» كان يتم مطاردته ليتم قتله.  قامت (NAACP) بنشر معلومات حول هذه الجرائم، ولكن لم تتم مقاضاة أي جهة على الإطلاق من قبل الحكومات الجنوبية المحلية أو حكومات الولايات.
ليصبح قائدًا شعبيًا، اضطر وايت إلى التنافس مع جاذبية ماركوس غارفي.  لقد تعلم أن يظهر براعة لفظية ماهرة.  قال روي ويلكنز، خَلَفُه في NAACP، «كان وايت أحد أفضل المتحدثين الذين سمعتهم على الإطلاق.»
طوال مسيرته المهنية، تحدث والتر وايت علنًا ضد الفصل العنصري والتمييز وكذلك ضد الفكرة السياسية التي تروم المحافظة على تسمية القومية السوداء لمن أسلافهم سود.  وعلى الأخص، كان الصراع بين وايت ودو بويز عام 1934 حول تأييد الأخير لفصل السود الطوعي داخل المجتمع الأمريكي.

## الزواج والعائلة
تزوج وايت من غلاديس باول في عام 1922. وأنجبا طفلين، جين وايت، التي أصبحت ممثلة في برودواي وفي التلفزيون.  ووالتر كارل دارو وايت، الذي عاش في ألمانيا لفترة طويلة من حياته كبالغ.  انتهى زواج وايت وغلاديس الذي دام 27 عامًا بالطلاق في عام 1949.
نظرًا لأن وايت كان شخصية عامة في منظمة حقوق أمريكية أفريقية مشهورة، فقد أثار جدلاً جماهيريًا كبيرًا بعد فترة قصيرة من طلاقه من خلال الزواج من بوبي كانون، وهي امرأة جنوب أفريقية مطلقة بيضاء، وكانت محررة مجلة ولها صلات في صناعة التلفزيون الناشئة. تعرض العديد من زملائه السود ومعارفه للتهجم.  ادعى البعض أن القائد أراد دائمًا أن يكون أبيضًا؛ قال آخرون إنه كان دائمًا أبيض.
قطعت غلاديس وأطفالهما علاقاتهم مع وايت وزوجته الثانية.  قالت أخت وايت إنه كان يريد دائمًا أن يسير باعتباره شخصًا أبيضًا.  قام ابنه بتغيير اسمه من والتر وايت جونيور إلى كارل دارو، مما يدل على اشمئزازه ورغبته في فصل نفسه عن والده.

## التحقيق في أعمال الشغب والإعدام
استخدم وايت مظهره لزيادة تأثيره في إجراء تحقيقات في عمليات القتل والإعدام وأعمال الشغب العرقية في جنوب أمريكا.  كان باستطاعته «السير على أنه أبيض» والتحدث إلى البيض كواحد منهم، ولكن يمكنه التحدث مع السود كواحد منهم والتعرف عليهم.  كان مثل هذا العمل خطيرًا: «خلال عام 1927، كان وايت يحقق في 41 عملية قتل، و 8 أعمال شغب على أساس العرق، وحالتين من حالات السخرة المنتشرة على نطاق واسع، وقد خاطر بحياته مرارًا وتكرارًا في المناطق النائية في فلوريدا، وغابات الصنوبر في جورجيا، وفي حقول القطن في أركنساس.»  (السخرة كانت شكلاً جديدًا من العمالة غير المدفوعة الأجر.)

## جوائز وترشيحات
حصل على جوائز منها:
- زمالة غوغنهايم
- قلادة سبينغارن

## روابط خارجية
- والتر فرانسيس وايت على موقع الموسوعة البريطانية (الإنجليزية)
- والتر فرانسيس وايت على موقع إن إن دي بي (الإنجليزية)